# Attaque du 25 juin 2021 à Wurtzbourg
Ne doit pas être confondu avec Attentat de Wurtzbourg.
L'attaque du 25 juin 2021 à Wurtzbourg est un attentat à l'arme blanche commis le 25 juin 2021 à Wurtzbourg en Allemagne, au cours duquel trois personnes sont tuées et cinq autres blessées, certaines se trouvant dans un état critique. La personne incriminée, un jeune Somalien arrivé en Allemagne en 2015, en situation irrégulière et en attente d’expulsion, pourrait avoir eu des motivations islamistes selon l’enquête en cours ; il aurait pu avoir aussi commis des meurtres au couteau dans son pays d’origine.

## Déroulement des faits

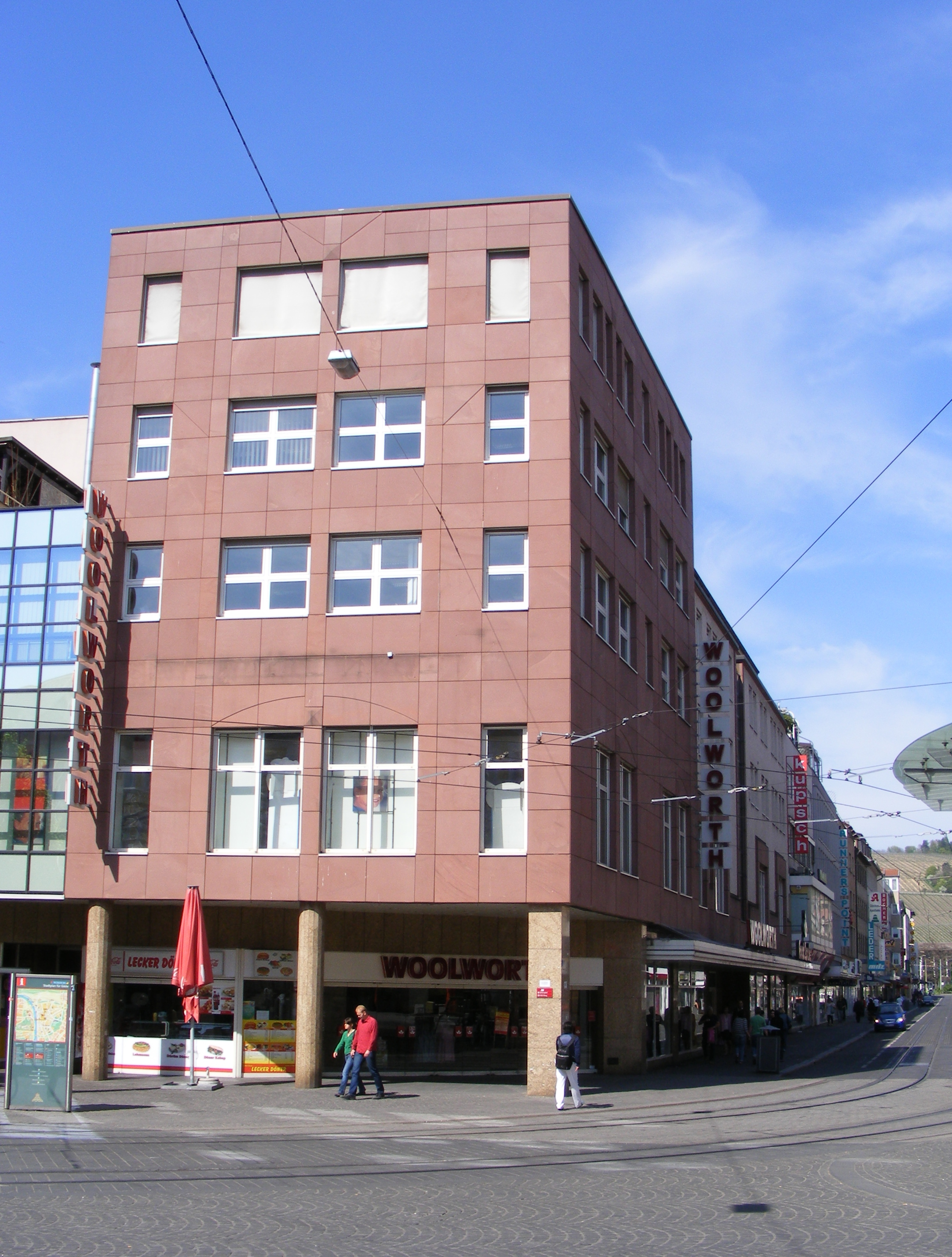
Le magasin Woolworth sur la place Barbarossa

Selon les enquêteurs, l'agresseur aurait abordé une femme qui se trouvait dans un rayon des couteaux d'un grand magasin exploité par Woolworth en Allemagne, vers 17 h, le 25 juin 2021. Au rayon des articles ménagers, il a saisi un couteau et a poignardé la femme, puis d'autres personnes dans le grand magasin de la Barbarossaplatz. Il y a tué trois femmes, dont une mère qui essayait de protéger sa fille qui a été, malgré tout, grièvement blessée. Il a ensuite commis d'autres attaques au couteau dans la rue et devant la succursale de la Sparkasse Mainfranken Wurtzburg située en face. Ici, plusieurs passants se sont défendus contre l'homme avec des chaises, des parapluies, des sacs à dos et des balais. Avant l'arrestation, des passants ont filmé l'auteur des faits. Des vidéos courtes ont été publiées sur les réseaux sociaux. Des officiers de police alarmés ont maîtrisé l'homme par un tir dans la cuisse,,. L’agresseur est arrêté vivant. Dans l'après-midi, une grande partie de la zone est bouclée.

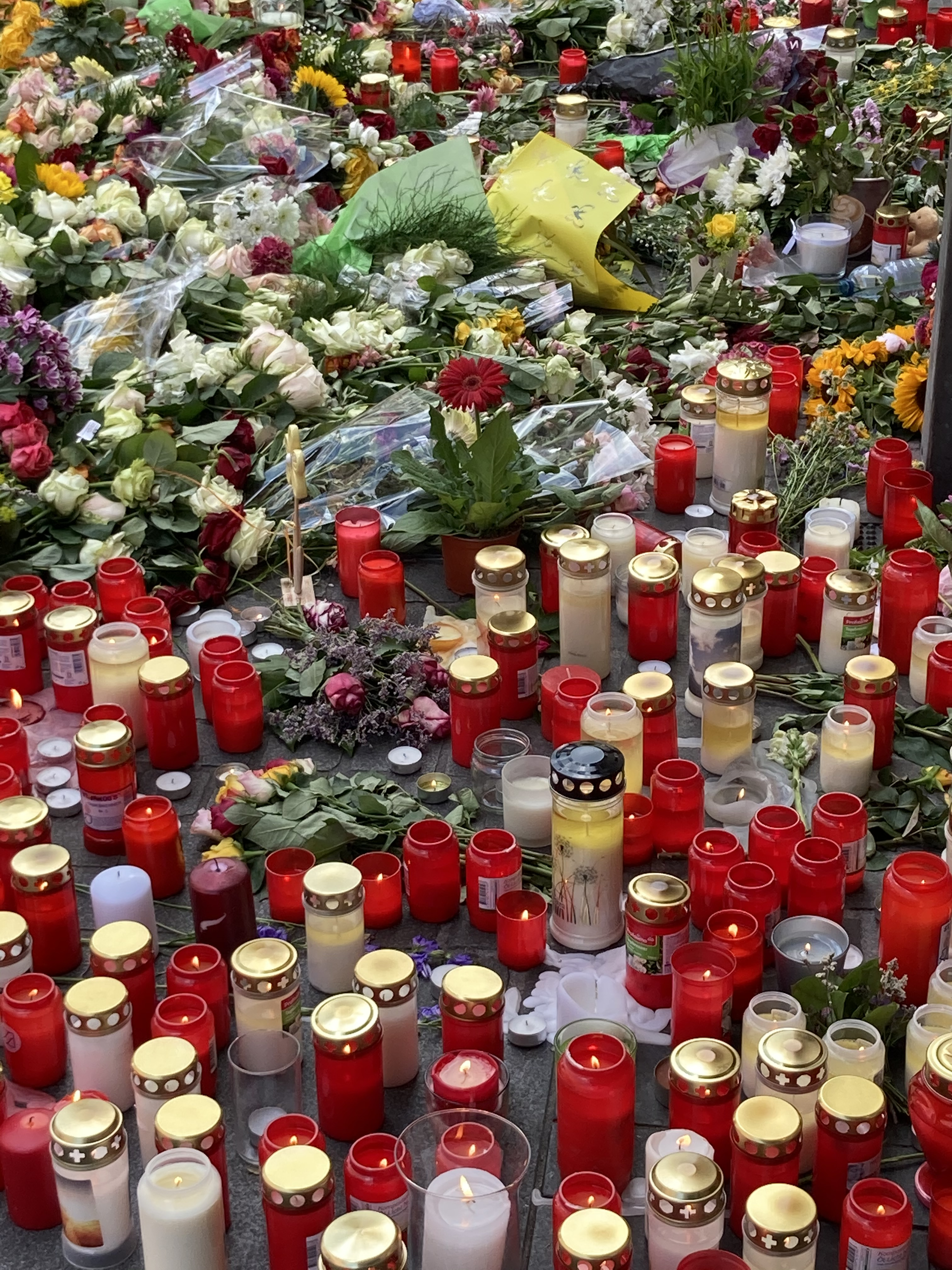
Fleurs et bougies en mémoire de l'attaque au couteau à Würzburg.

Le chef de la police de Basse-Franconie, Gerhard Kallert, a salué l'intervention des personnes présentes. C'est ce qui, selon lui, a rendu possible l'intervention rapide de la police.
Le 26 juin 2021, le ministre fédéral de l'Intérieur Horst Seehofer (CSU) a souligné l'« intervention courageuse d'hommes et de femmes à Wurtzburg », à qui l'on doit en partie d'avoir empêché des choses encore plus graves. Cet engagement désintéressé mérite la plus grande reconnaissance, selon lui.

## Profil de l'auteur
Selon la police, l'auteur, dénommé Abdirahman J. A., est un Somalien né à Mogadiscio, âgé de 24 ans au moment du crime,, arrivé en Allemagne en mai 2015 en tant que réfugié demandeur d'asile,.
D'après ses propres déclarations, il est entré en Allemagne depuis l'Italie, après avoir auparavant rejoint ce pays par l'Afrique du Nord et la Méditerranée. Abdirahman J. a justifié sa demande d'asile par le fait qu'il était persécuté et menacé par l'organisation terroriste islamiste al-Shabaab. Il a déclaré avoir déjoué une attaque à la grenade des islamistes et craignait pour sa vie. Le 6 mai 2015, il se trouvait dans la zone de responsabilité du bureau local de Chemnitz de l'Office fédéral des migrations et des réfugiés. Plus tard, le bureau de district de l'Erzgebirgskreis l'a pris en charge à la suite de son déménagement dans la région, puis, pour la même raison, l'administration municipale de Düsseldorf. Aucune charge pénale n'a été jusqu'alors retenue contre lui. Sa demande d'asile avait été rejetée, mais il bénéficiait de la protection subsidiaire. Depuis lors, il résidait légalement en Allemagne. Il avait vécu en Saxe et avait déménagé à Wurtzburg en septembre 2019. Il avait vécu dans un foyer pour sans-abris dans le quartier de Zellerau,, .
Il aurait crié « Allahu akbar », selon un témoin et était connu pour violence et troubles psychiatriques. Les troubles psychiatriques sont cependant démentis par l'avocat du suspect. Sa demande d'asile avait été rejetée, mais il n'avait pas été expulsé. Le parquet général de Munich confirme que le jeune homme de 24 ans avait été soupçonné d'avoir tué des personnes pour une organisation terroriste dans son pays d'origine. Selon un témoin, l’auteur de l’attaque au couteau avait déclaré avoir tué des civils, des journalistes et des policiers en Somalie en 2008-2009 pour le compte de l’organisation terroriste Al-Shabaab. L’Office central bavarois contre l’extrémisme et le terrorisme (ZET) avait transmis les faits au procureur général fédéral de Karlsruhe pour enquête. Néanmoins, l’auteur étant mineur au moment des faits, aucune procédure préliminaire pour appartenance à une organisation terroriste à l’étranger n'avait été ouverte. Plusieurs médias rapportent initialement que du matériel de l'organisation terroriste État islamique a été retrouvé dans le logement de l'homme, avant que l'information ne soit infirmée.

## Motivations de l'auteur
Un jour après le crime, des indications d'un motif islamiste sont rendues publiques. Il est notamment rapporté qu'Abdirahman J. A., selon une note des autorités, a déclaré après son arrestation qu'il avait accompli « son djihad ». Plusieurs témoins auraient également entendu l'auteur du crime crier « Allahu Akbar » à deux reprises. La police a déclaré que des messages haineux écrits avaient été trouvés dans son logement,. Deux jours après l'attaque au couteau, l'Office central de lutte contre l'extrémisme et le terrorisme du parquet général de Munich a pris en charge l'enquête. Cependant, le parquet et le bureau de la police criminelle de l'État de Bavière ont déclaré qu'aucun document suggérant un motif extrémiste n'avait été trouvé lors de la perquisition. Le défenseur public de l'auteur de l'attaque a déclaré à Bild que le Somalien n'avait donné aucune information aux autorités concernant le motif. L'avocat a également déclaré qu'il n'avait pas connaissance d'un traitement psychiatrique de son client. Les problèmes psychologiques et les convictions islamistes ne sont pas des motifs mutuellement exclusifs a déclaré le ministre bavarois de l'Intérieur Joachim Herrmann à ce propos.